# Sabatinca chrysargyra
Sabatinca chrysargyra là một loài bướm đêm thuộc họ Micropterigidae. Nó được Edward Meyrick miêu tả năm 1886. Nó được tìm thấy ở New Zealand.